# Pavlová
Pavlová (Hongaars:Garampáld) is een Slowaakse gemeente in de regio Nitra, en maakt deel uit van het district Nové Zámky.
Pavlová telt 255 inwoners.